# 大石三知子
大石 三知子（おおいし みちこ、1965年 - ）は、日本の脚本家である。

## 経歴
1965年、東京都に生まれる。東京芸術大学美術学部を卒業したのち、東京芸術大学大学院映像研究科にて田中陽造に師事する。2008年、池田千尋監督『東南角部屋二階の女』でデビュー。2013年、鈴木卓爾監督『楽隊のうさぎ』を手がける。2014年、たむらまさき監督『ドライブイン蒲生』の脚本を手がけた。

## フィルモグラフィー
- 東南角部屋二階の女（2008年）
- ゲゲゲの女房（2010年）
- 「わたし」の人生 我が命のタンゴ（2012年）
- 潜伏 SENPUKU（2013年）
- 楽隊のうさぎ（2013年）
- ドライブイン蒲生（2014年）

## 著書
- 小説版 俺たちに明日はないッス 十七の彼女へ（2008年、竹書房）
- 奇跡のプリマ・ドンナ 三浦環の「声」を求めて（2022年、KADOKAWA）